# Phyllodoce caerulea
Espèce
L'andromède bleue (Phyllodoce caerulea) est une espèce de plante à fleurs de la famille des Ericaceae. C'est un sous-arbrisseau qui a une distribution circumpolaire.

## Statut de protection
En France, l'espèce est protégée sur l'ensemble du territoire métropolitain.